# Varför får man inte bara vara som man är?
Varför får man inte bara vara som man är? från 1994 är ett musikalbum av a cappella-gruppen The Real Group.
På skivan gör de en tolkning av Abbas hitlåt ”Dancing Queen” där även sångerskan Anni-Frid Lyngstad medverkar. Även Povel Ramel är med och spelar sin egenskrivna låt ”Underbart är kort”.

## Låtlista
1. "Monicas vals" (Musik: Bill Evans – svensk text: Beppe Wolgers) – 3:20
  - Originaltitel: "Waltz for Debby"
  - Lead: Margareta Jalkéus
2. "Varför får man inte bara vara som man är?" (Anders Edenroth) – 4:10
  - Lead, "slagverk": Anders Edenroth
3. "Vänta och se" (Anders Edenroth) – 4:01
  - Visselsolo: Anders Edenroth
  - Lead: Katarina Nordström
4. "I en tavla utav Zorn" (Text: Per Magnus Byström, Fredrik Jäderling – musik: Per Magnus Byström) – 3:47
  - "Slagverk": Peder Karlsson, Anders Edenroth
  - Lead: Peder Karlsson
5. "Underbart är kort I" (Povel Ramel) – 1:18
  - Piano & sång: Povel Ramel
6. "Underbart är kort II" (Povel Ramel) – 4:22
  - Lead: Anders Jalkéus
  - Lead, "trumpet": Margareta Jalkéus
7. "Flight of the Foo-birds" (Neal Hefti) – 3:21
  - "Slagverk": Anders Jalkéus, Anders Edenroth, Peder Karlsson
  - Solo (i turordning): Margareta Jalkéus, Katarina Nordström, Anders Edenroth, Anders Jalkéus, Peder Karlsson
8. "Så skimrande var aldrig havet" (Evert Taube) – 2:57
9. "Sommar och vinter" (Peder Karlsson) – 4:22
  - "Slagverk": Anders Edenroth, Peder Karlsson
  - Lead: Katarina Nordström, Anders Edenroth, Margareta Jalkéus
  - Solo: Anders Edenroth
10. "Den finska klockan" (Povel Ramel) – 4:16
  - Lead: Margareta Jalkéus
  - Finska urmakare: Anders Edenroth, Anders Jalkéus
  - Klocka: Peder Karlsson
11. "Ensam hemma" – 0:21
  - Stepp: Lisa Nilsson
  - Sång: Anders Edenroth
12. "Boogie-woogie tango" (Mårten Edenroth) – 4:03
  - Lead, "slagverk": Anders Edenroth
13. "Du är det vackra jag ser i mitt liv" (Musik: Michel Legrand – svensk text: Lars Nordlander) – 5:02
  - Originaltitel: "What Are You Doing the Rest of Your Life?"
14. "Dancing Queen" (Benny Andersson, Björn Ulvaeus – sångbearbetning: Anders Edenroth, Peder Karlsson) – 3:49
  - "Slagverk": Anders Edenroth
  - Gästsolist: Anni-Frid Lyngstad

## Arrangemang
- Anders Jalkéus (spår 6, 7, 10)
- Anders Edenroth (spår 8, 12)
- Peder Karlsson (spår 1)
- Per Magnus Byström (spår 4)
- Gene Puerling (spår 13)
- Anders Edenroth & Peder Karlsson (spår 4)

"Den finska klockan" är inspelad och mixad 1993 i Sonet Studios och "Flight of the Foo-birds" är inspelad 1992 i Atlantis studio. Resten är inspelade och mixade 1994 i Atlantis studio.

## Medverkande
- The Real Group
  - Margareta Jalkéus
  - Anders Edenroth
  - Katarina Nordström-Wilczewski
  - Peder Karlsson
  - Anders Jalkéus
- Povel Ramel – piano & sång (spår 5)
- Anni-Frid Lyngstad – sång (spår 14)
- Lisa Nilsson – stepp (spår 11)

## Listplaceringar
| Lista (1994–95) | Topplacering |
| --------------- | ------------ |
| Sverige         | 30           |